# Perama holosericea
Perama holosericea là một loài thực vật có hoa trong họ Thiến thảo. Loài này được (Naudin) Wurdack & Steyerm. mô tả khoa học đầu tiên năm 1972.